# BRIT Awards 1997
Die BRIT Awards 1997 wurden am 24. Februar 1997 im Londoner Earls Court verliehen. Die Moderation übernahm Ben Elton.
Erfolgreichste Künstler mit je zwei gewonnenen Preisen waren Manic Street Preachers und Spice Girls. Die Spice Girls waren mit fünf Nominierungen außerdem die am häufigsten nominierten Künstler des Abends.

## Liveauftritte
| Künstler                        | Lieder |
| ------------------------------- | --- |
| Bee Gees                        | To Love Somebody Massachusetts Words How Deep Is Your Love Jive Talkin‘ Stayin’ Alive You Should Be Dancing |
| Diana Ross featuring Jamiroquai | Upside Down                                                                                                 |
| The Fugees                      | Killing Me Softly with His Song                                                                             |
| Manic Street Preachers          | A Design for Life                                                                                           |
| Mark Morrison                   | Return of the Mack                                                                                          |
| Prince                          | Emancipation                                                                                                |
| Sheryl Crow                     | Everyday Is a Winding Road                                                                                  |
| Skunk Anansie                   | Teenage Kicks                                                                                               |
| Spice Girls                     | Wannabe Who Do You Think You Are                                                                            |

## Gewinner und Nominierte
| British Album of the Year (präsentiert von Zoë Ball) | British Producer of the Year (präsentiert von Sharleen Spiteri) |
| --- | --- |
| - Manic Street Preachers – Everything Must Go - Kula Shaker – K - Lighthouse Family – Ocean Drive - George Michael – Older - Ocean Colour Scene – Moseley Shoals | - John Leckie - Absolute, Richard Stannard and Matt Rowe - Hugh Jones - Mike Hedges - Tricky |
| British Single of the Year (präsentiert von Caroline Aherne) | British Video of the Year (präsentiert von Frank Skinner) |
| - Spice Girls – Wannabe - Babybird – You're Gorgeous - Kula Shaker – Tattva - Lighthouse Family – Lifted - Manic Street Preachers – A Design for Life - George Michael – Fastlove - Mark Morrison – Return of the Mack - Oasis – Don’t Look Back in Anger - The Prodigy – Firestarter - Underworld – Born Slippy | - Spice Girls – Say You'll Be There - The Chemical Brothers – Setting Sun - Dodgy – Good Enough - Jamiroquai – Virtual Insanity - Manic Street Preachers – A Design for Life - George Michael – Fastlove - Orbital – The Box - The Prodigy – Breathe - The Prodigy – Firestarter - Spice Girls – Wannabe |
| British Male Solo Artist (präsentiert von Elton John) | British Female Solo Artist (präsentiert von Naomi Campbell) |
| - George Michael - Mark Morrison - Mick Hucknall - Sting - Tricky | - Gabrielle - Dina Carroll - Donna Lewis - Eddi Reader - Louise |
| British Group (präsentiert von Colin Jackson und Vinnie Jones) | British Breakthrough Act (präsentiert von Jo Whiley) |
| - Manic Street Preachers - Kula Shaker - Lightning Seeds - Ocean Colour Scene - Spice Girls | - Kula Shaker - Alisha’s Attic - Ash - Babybird - The Bluetones - Lighthouse Family - Longpigs - Mansun - Mark Morrison - Skunk Anansie - Space - Spice Girls |
| British Dance Act (präsentiert von Samantha Fox) | Soundtrack/Cast Recording (präsentiert von Lenny Henry) |
| - The Prodigy - The Chemical Brothers - Jamiroquai - Mark Morrison - Underworld | - Trainspotting - Dangerous Minds - Evita - La Passione - Mission: Impossible |
| International Male Solo Artist (präsentiert von Snoop Dogg) | International Female Solo Artist (präsentiert von Eddie Izzard) |
| - Beck - Babyface - Bryan Adams - Prince - Robert Miles | - Sheryl Crow - Celine Dion - Joan Osborne - Neneh Cherry - Toni Braxton |
| International Group (präsentiert von Lennox Lewis) | International Breakthrough Act (präsentiert von Gary Barlow und Louise Redknapp) |
| - The Fugees - Boyzone - The Presidents of the United States of America - R.E.M. - The Smashing Pumpkins | - Robert Miles - Fun Lovin Criminals - Joan Osborne - The Presidents of the United States of America - The Tony Rich Project |

### Outstanding Contribution to Music
- Bee Gees